# Visconti Follador
Visconti Follador (Jesolo, 14 ottobre 1937) è un ex calciatore italiano, di ruolo difensore.

## Carriera
Ha militato nella Lazio con cui ha esordito in Serie A il 17 maggio 1959 in Lazio-Milan (0-0).
Ha giocato anche in Serie B nel Cosenza nella stagione 1961-1962.

## Palmarès

### Club

#### Competizioni nazionali
- Serie C: 1

Cosenza: 1960-1961
- Coppa Italia: 1

Lazio: 1958